# Esturmio de Fulda

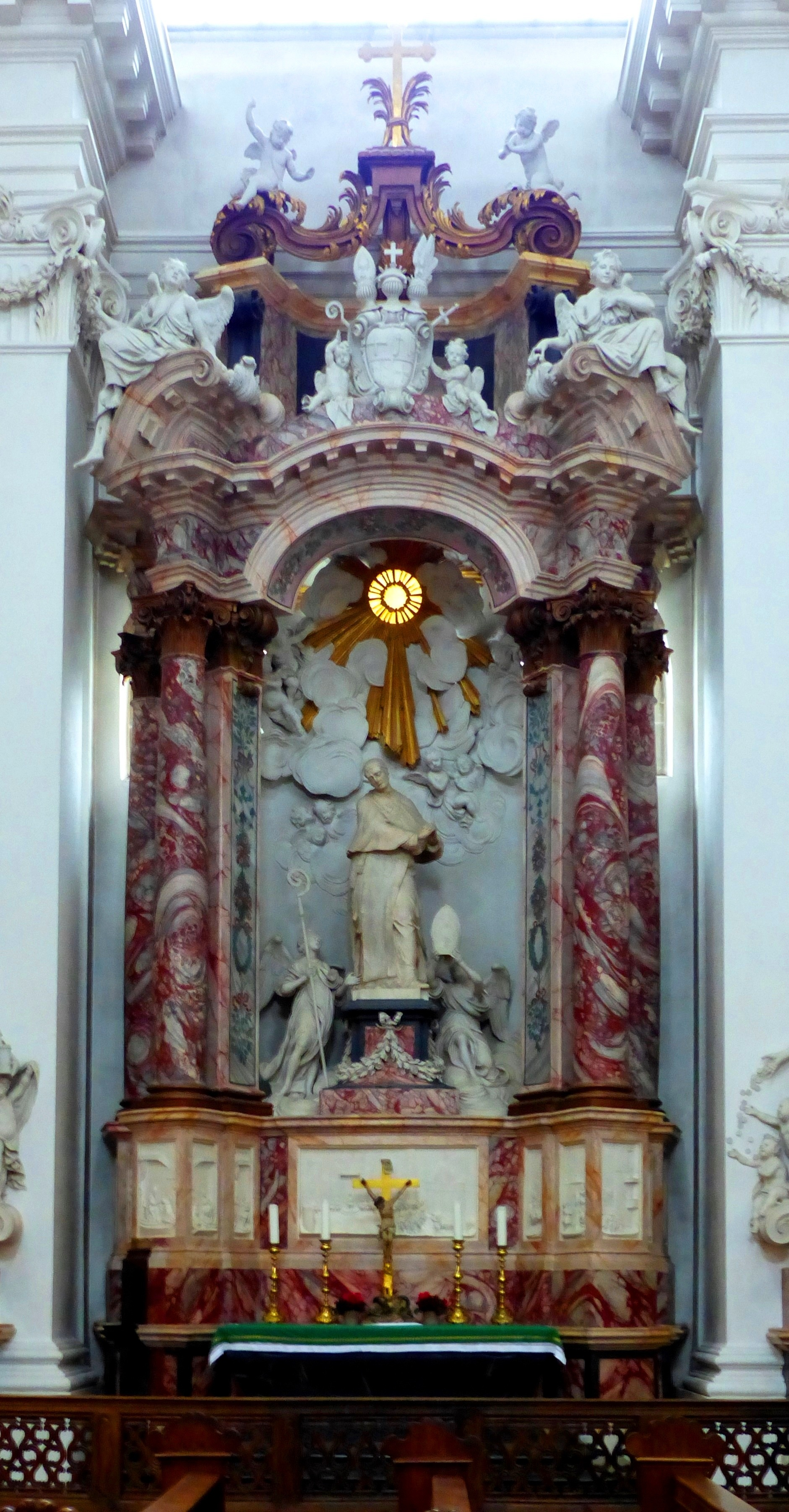
Altar de San Esturmio en la catedral de Fulda.

Esturmio de Fulda (en latín: Sturmius, Sturmi, también Sturm, Styrme, Styrmi; ¿Sempt-Isen, Freising/Aiglsdorf/Lorch?, más tarde de 700 - Fulda, ca. 17 de diciembre de 779) fue un misionero, monje y sacerdote, fundador (742/744) y primer abad de la abadía de Fulda (747-779). 
Estaba probablemente emparentado con los agilolfingos, duques de Baviera.

## Contexto histórico y religioso
La vida de Esturmio transcurre en la época de las misiones en el continente europeo del siglo VIII. Como alumno de Bonifacio, el más destacable de los misioneros anglosajones en este contexto, que acudió al continente siguiendo el principio de Peregrinatio para difundir las creencias cristianas entre las tribus germánicas: bávaros, alamanes, francos del Meno, turingios, frisones y sajones del continente, apoyaba la construcción de una infraestructura y organización eclesiástica en la zona del Meno y Turingia. Tiene un papel decisivo como abad fundador de la que más tarde sería la abadía imperial de Fulda, centro para la evangelización en Sajonia, puesto militar que permite a Carlomagno afinzar sus conquistas en Eresburg,y centro cultural en la Alemania renana al norte de la línea del Meno. De importancia para el futuro de la abadía fue la exitosa lucha de Esturmio por su independencia y por las reliquias de san Bonifacio, también reclamadas por Maguncia, su sede, y Dokkum, su lugar de martirio.

## Biografía
La mayoría de la información sobre la vida de Esturmio proviene de la Vita Sturmi escrita por su pariente y también abad de Fulda Eigilo de Fulda. Su discutida datación, la sitúa mayoritariamente en el período entre 818-820, por lo que la retrospectiva sobre la figura del fundador y la historia de la fundación tendría lugar desde la perspectiva de la reforma monástica iniciada tras la caída del abad Ratgar en 817.
Esturmio nació más tarde del año 700, en un lugar incierto: hay teorías que señalan los alrededores de Freising, en la zona bávara del Sempt y el Isen, mientras que las tradiciones apuntan Aiglsdorf o Lorch. La cronología temprana de Esturmio es incierta. Se debate en cual de sus tres viajes a Baviera se conoció Bonifacio a Esturmio, que le sería confiado siendo niño (probablemente como puer oblatus) por sus familiares. Lo más probable es que fuera en su primer viaje (c. 719), pues los otros dos viajes, en 734 y 738, cuando Bonifacio lleva a cabo la reorganización de la estructura de la iglesia en los territorios bávaro y austríaco (fundación de las diócesis de Salzburgo, Regensbug y Passau, así como la de Freising), suponen dificultades cronológicas.
Se unió a Bonifacio y fue educado en el monasterio benedictino de Fritzlar bajo el abad Vigberto. Ejerció como misionero en el norte de Hesse, donde erigió un eremitorio monástico en Haerulfisfeld (actualmente Bad Hersfeld) en 736, aunque probablemente fuera en 742/743 En un momento indeterminado fue ordenado sacerdote en Fritzlar. En 744, Bonifacio le encomendó establecer un monasterio en un lugar llamado Eichloha (presumiblemente el nombre de un hundertschaft del altgau de Buchonia). La propiedad, cuatro millas alrededor del emplazamiento del nuevo monasterio, era una donación de la casa carolingia de Carlomán, engrandecida en su iniciativa por los terratenientes locales. El monasterio fue construido por Esturmio junto a un vado del Fulda, en el lugar donde unos cincuenta años atrás había existido un fronhof o dominio sajón.
Tras la fundación, el abad Esturmio fue enviado a Italia en 747 y 748 para una prolongada estancia en la sede de San Benito de Nursia, el monasterio de Monte Cassino, para conocer las consuetudines ("formas de vida") benedictinas e introducirlas en Fulda. Bonifacio viajó allí en 751, preocupado por el futuro de su trabajo de reforma y misión en vistas de su decreciente influencia y la incertidumbre de su sucesión, asegurada por el Privilegio de Zacarías concedido por el papa Zacarías en favor de Lulo. Este privilegio de designación constituía una excepción limitada para la abadía, que de este modo, al menos estaría simbólicamente subordinada al Papa, lo que aumentaba su independencia de la violencia episcopal y secular.
No obstante, la diócesis aún permanecía a cargo de las ordenaciones y otros actos episcopales, en los que debía intervenir una acción oficial. Sin embargo, no se le permitía tomar decisiones por su propia iniciativa, sino que tenía que esperar la invitación del abad y del convento, lo que llevó a agrias disputas entre los dos estudiantes de Bonifacio, el obispo y más tarde arzobispo de Maguncia, Lulo, y Esturmio, tras la muerte de su mentor.
A pesar de las circunstancias, el abad Esturmio tuvo éxito en prevalecer frente a los obispos de Utrecht y Maguncia en conseguir que Bonifacio fuera enterrado en Fulda tras su muerte en Dokkum en 754. Este hecho incrementaba de una manera notable la importancia de la abadía, que recibiría gran cantidad de donaciones y se convertiría en un importante lugar de peregrinación en Francia Oriental, al que afluían, entre otros, muchos peregrinos anglosajones.
Esturmio también consiguió afirmarse ante los obispos de Maguncia y Wurzburgo, que trataban de impedir la influencia de la abadía. En este contexto, Esturmio fue denunciado ante el mayordomo de palacio Pipino el Breve, que lo depuso y envió a la abadía de Jumièges (Normandía) entre 763 y 765, mientras la abadía de Fulda, confiscada por el Privilegio de Zacarías fue subordinada al obispo Lulo de Maguncia. Fue rehabilitado por el mayordomo en 765 y revertido el privilegio. En 774, Carlomagno otorgó a la abadía la protección real, y con ella el estado de abadía imperial. Ese año se le encargó a la abadía de Esturmio un área de evangelización entre el río Diemel y el río Weser, sirviendo así a las tentativas del poder carolingio por dominar Sajonia e imponerle el cristianismo. El monasterio de san Bonifacio en Hamelín fue fundado por Esturmio en este contexto. A esta área de misión perteneció también Minden. En 779. el abad Esturmio acompañó a Carlomagno en su campaña en Sajonia, donde cayó enfermo. Poco después de su regreso a Fulda, falleció el 17 de diciembre y fue enterrado en la catedral.

## Veneración

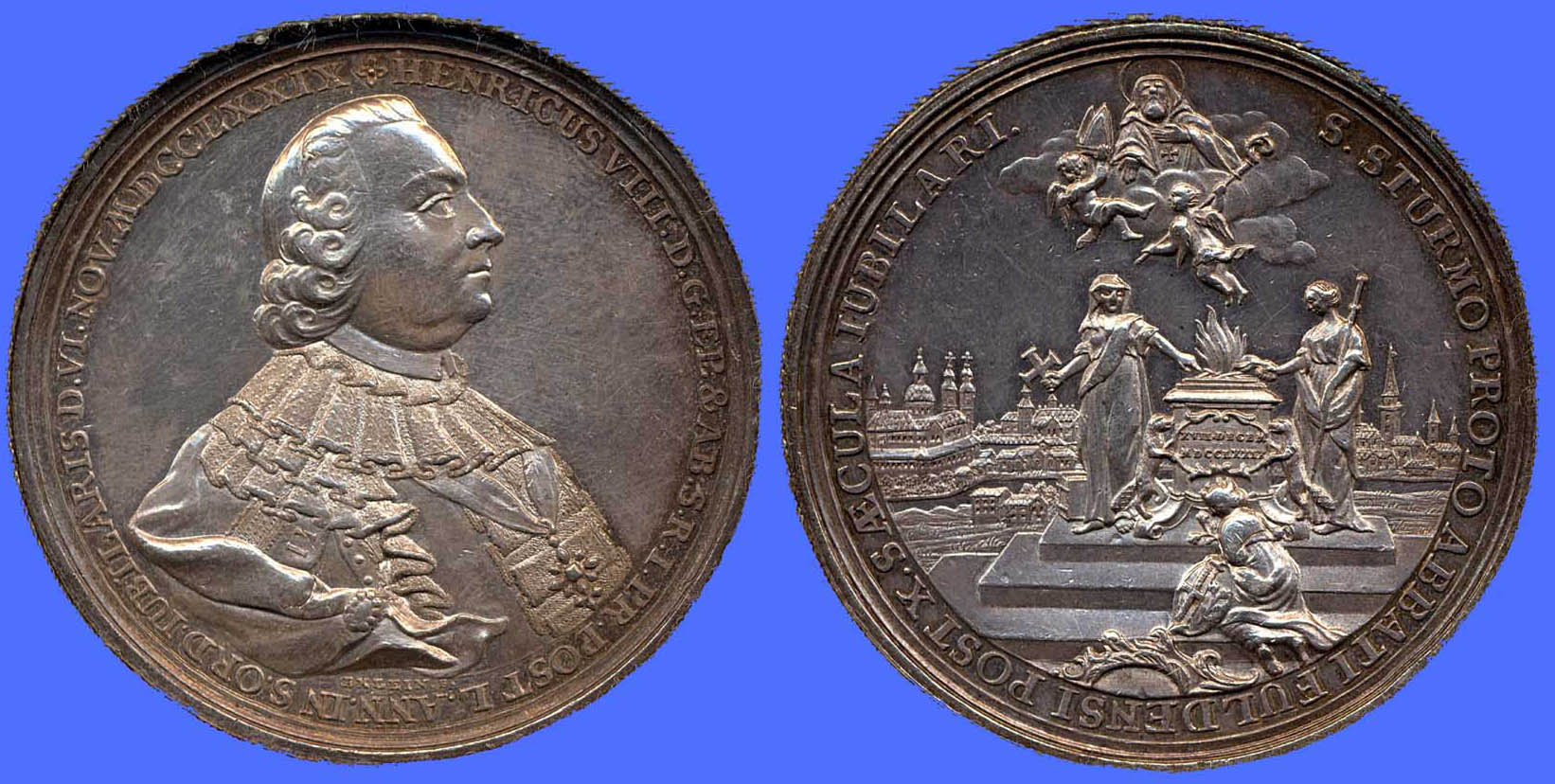
Medalla de Heinrich von Bibra, príncipe obispo y abad de Fulda.

La elección del coro este del coro de la catedral de Cristo Salvador (Fulda) como lugar de enterramiento primero con Bonifacio, y más tarde con Esturmio y la sobrina de Bonifacio, la santa abadesa Lioba de Tauberbischofsheim que fue enterrada tras su muerte en 782, muestra una gradual transformación del uso del espacio de la memoria de los fallecidos a la veneración y el culto. Los siguientes pasos en esa dirección los daría el abad Eigilo de Fulda, pariente de Esturmio, y que había sido monje durante veinte años con él de abad. Con la construcción de la cripta de la nueva basílica del abad Ratgar en 818, se realizó la traslación solemne de los restos de los dos "hijos espirituales" de Bonifacio a la nave meridional junto al altar de san Ignacio en 820.
En términos litúrgicos, esta conexión espacial estuvo cargada con el hecho de que la fecha de la festividad de este santo coincidiría con la del fundador Esturmio y con el recuerdo de los hermanos difuntos. Ignacio de Antioquía del Orontes, sucesor como patriarca de Antioquía tras Simón Pedro, y Esturmio habrían de procurar de manera paralela como patrones de la salvación de las almas de los hermanos del monasterio de Fulda. Esturmio comenzó a ser considerado santo, recibiendo un lugar destacado entre los altares de la catedral de Cristo Salvador, concebidos como una ilustración de la historia de la salvación y el monasticismo. Eigilo escribiría la Vita Sturmi, probablemente escrita con ocasión de la traslación y reorganización de febrero de 820. En el último capítulo comenta que sus hermanos:

"tenían esperanza en el que Esturmio iría con Dios tras su muerte y que actuaría como su patrón e intercedería por ellos.

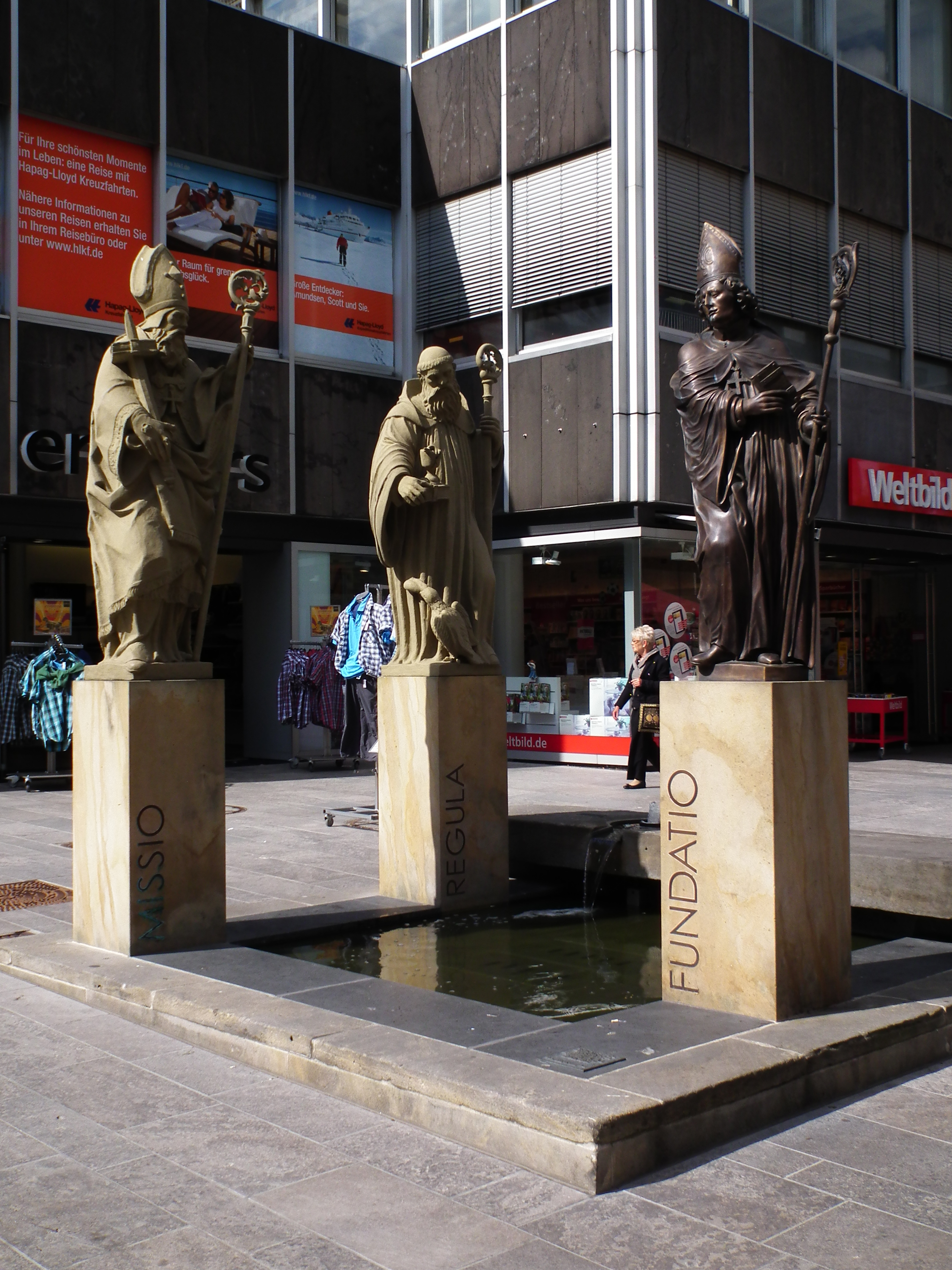
Estatuas de Bonifacio (Missio), Benito (Regula) y Esturmio (Fundatio), junto al ayuntamiento de Fulda, 2012.

Esta referencia sirve como justificación de una veneración cultural. Eigilo también impulsó la concepción de la misa de Esturmio en el día de su festividad, Sturmigedenktag, instaurada oficialmente por Rabano Mauro, y la lectura del Vita Sturmi como parte de las celebraciones. En el sacramentario iluminado de Fulda (ca. 975), probablemente basado en modelos carolingios y conservado en la Biblioteca Estatal y Universitaria de Gotinga, Esturmio aparece en una composición escatológica en la festividad de Todos los Santos como líder de las almas de sus monjes y dirige a Rabano Mauro ante los papas Gelasio I y Gregorio el Grande Esturmio se convierte así en una figura representativa de los inicios ascéticos de la abadía y su tradición benedictina.
Mientras que los restos de santa Lioba fueron trasladados una vez más hasta su lugar de reposo final en la iglesia de san Pedro en Petersberg en 836, las reliquia de san Esturmio se hallan aún en la catedral de Fulda, aunque no en su emplazamiento original debido a las construcciones del siglo XVIII. Su calavera, coronada por una mitra, se muestra en el museo de la catedral. En 1139 el papa Inocencio II canonizó oficialmente a Esturmio en el Segundo Concilio de Letrán en Roma, culminando el movimiento creado por su pariente el abad Eigilo (†822).
A finales de octubre de 2009, se erigió una estatua de tamaño real del santo en la Plaza Borgia de Fulda, y el día de la muerte de Esturmio (17 de diciembre) es celebrado oficialmente por decisión del consistorio y el comité de ciudadanos de Fulda.